# Umberto Bindi
Umberto Bindi (Bogliasco, 12 de maio de 1932 – Roma, 23 de maio de 2002), foi um cantor e compositor italiano.

## Biografia
Nascido próximo a Gênova, junto a Paolo Conte, Bruno Lauzi, Gino Paoli, Fabrizio De André e Luigi Tenco, é um dos maiores expoentes da considerada Escola Genovesa de cantores/autores, um núcelo de artistas que renovou profundamente o panorama da música italiana.
Em particular é o melhor preparado musicalmente, e a sua propensão por uma melodia elegante e por arranjos suntuosos o avizinham aos cantores de grande classificação. 
Conheceu, já como compositor, o sucesso no início dos anos sessenta, depois que sua música, I trulli di Alberobello, foi cantada no Festival de Sanremo pelo Duo Fasano e o cantor napolitano Aurelio Fierro.
As suas melhores composições tiveram as letras de um concidadão, o letrista Giorgio Calabrese. Com ele, dá vida a Arrivederci (1959), à tocante Il nostro concerto (1960), à qual coloca os seus estudos em uma magnífica introdução instrumental suoi studi in una magnifica introduzione instrumental longa de mais de setenta segundos, na esplêndida strumentale Vento di mare, plena do mar da Liguria, e Non mi dire chi sei (Festival di Sanremo 1961); con o amigo Gino Paoli escreve Il mio mondo, "Un ricordo d'amore e L'amore è come un bimbo. Com Franco Califano e Nisa escreve, para Ornella Vanoni, La musica è finita (1967) e ainda Per vivere (1968) para Iva Zanicchi. 
Com o tempo encontra sempre maiores dificuldades no ambiente musical, em parte pela escarsa procura de compositores dotados do seu toque refinado, mas sobretudo por conta da discriminação devida à sua homossexualidade. Como relatou o mesmo no Festival de Sanremo, de 1996, quando os jornais noticiaram não alguma bela melodia que havia escrito, mas sobre a aliança que levava no dedo.
Em 1972, publica pela Durium o LP Con il passar del tempo, com os arranjos di Bill Conti. A primeira canção do álbum Io e la musica, com letra de Bruno Lauzi, é uma música autobiográfica, na qual se refere à música que lhe aliviou as dores. O tema seria repetido em seu maior sucesso Il nostro concerto.
Em 1973, o amigo e letrista Giorgio Calabrese escreve para ele um programa que dará nome ao seu álbum posterior Con il passare del tempo. Com duração de 38 minutos, Bindi conversa com o próprio Calabrese falando do seu caráter "não muito popularesco", alegando que nem o night club lhe é congênere. Fala de como afrontou o passar do tempo, e diz que o seu discorso sobre música não acabou, e quer que o deixem falar e sobretudo que haja alguém disposto a ouvir. A conversação é pretexto para antecipar algumas das músicas contidas no disco.
Em 1975, a sua vida é golpeada pela trágica e controversa morte da amada mãe, assassinada por um tiro de fuzil disparado acidentalmente por um conhecido, enquanto Bindi estava ausente por motivos de trabalho.
Participa em 1976 no programa Adesso musica para apresentar o seu novo LP Io e il mare, que contém quatro músicas instrumentais. Os arranjos, refinados e plenos de originalidade, são do guitarrista Bruno Battisti D'Amario. Declara não ser um cantor, mas um compositor que escreve canções, e afirma que as músicas instrumentais do disco são talvez as mais importantes das canções. Toca o piano numa parte da canção instrumental L’alba. Ainda toca Io e il mare (texto de Bruno Lauzi) no piano.
Digna de nota é a participação, junto com Gino Paoli, no programa Cantautori e… conduzido por Bruno Lauzi, em 1986. Canta Riviera e Io e il mare.
Em 1988, revela chorando e com embaraço, no Maurizio Costanzo Show, sua homossexualidade que foi determinante para a sua marginalização nos anos 60.
Em 1989, participa do programa televisivo Una rotonda sul mare conduzido por Red Ronnie, onde ganha a competição contra o adversário, interpretando no piano, com um refinado e novo arranjo, Arrivederci.
Encontra em 1990 no Festival de Recanati o cantor Ernesto Bassignano, para quem escreve novas músicas.
Em novembro de 1993, com o amigo Bruno Martino no teatro Flaiano, em Roma, apresenta vinte noites de um espetáculo chamado "Due vite e un pianoforte", com a direção de Walter Manfrè.
Encontra Renato Zero, que escuta as tantas músicas que Bindi tinha numa fita e decide produzir um disco. Bindi participa do Festival de Sanremo de 1996 com a música Letti, acompanhado pelo grupo New Trolls, publicando o CD Di coraggio non si muore.
Por causa de problemas fiscais, vive os últimos dois anos de vida em pobreza. Para agravar a situação, há muitos problemas de saúde, entre os quais, de coração. A intervenção da Lei Bacchelli para sustentar os artistas idosos, chega atrasada. Poucas semanas depois da sua chegada, na noite de 23 de maio de 2002, Bindi falece no hospital Spallanzani de Roma.; 

## Discografia

### Álbuns
- 1960 - Umberto Bindi e le sue canzoni, LP
- 1961 - Umberto Bindi (album)|Umberto Bindi, LP
- 1972 - Con il passare del tempo, LP
- 1976 - Io e il mare, LP
- 1982 - D'ora in poi, LP (reeditado em CD em 1996 com o título Le voci della sera)
- 1985 - Bindi, LP
- 1994 - Il nostro concerto, CD (con Bruno Martino, edição limitada com versões de canções do álbum Bindi de 1985)
- 1996 - Il mio mondo, CD (antologia)
- 1996 - Di coraggio non si muore, CD
- 2000 - Umberto Bindi (antologia BMG Ricordi/Ricordi – série Flashback: I grandi successi originali), CD
- 2002 - Umberto Bindi (antologia BMG Italy/BMG Ricordi, doppio), CD
- 2005 - Il mio mondo-Il mio mondo...Umberto Bindi (antologia e músicas inéditas), CD
- 2005 - Davanti all'orizzonte (antologia e músicas inéditas, Associazione culturale "Il mio mondo", IMM001), CD[1]

### Singles
- 1959 - Arrivederci / Odio (Dischi Ricordi)
- 1959 - Amare te / Nuvola per due (Ricordi)
- 1959- Girotondo per i grandi / Basta una volta (Ricordi)
- 1959 - Tu / Non so (Ricordi)
- 1960 - Un giorno, un mese, un anno / Lasciatemi sognare (Ricordi)
- 1960 - Appuntamento a Madrid / Il confine (Ricordi)
- 1960 - È vero / Luna nuova sul Fuji-Yama (Ricordi)
- 1960 - Il nostro concerto / Un giorno, un mese, un anno (Ricordi)
- 1960 - Se ci sei / Chiedimi l'impossibile (Ricordi)
- 1960 - Un paradiso da vendere / Marie Claire (Ricordi)
- 1961 - Non mi dire chi sei / Amare te (Ricordi)
- 1961 - Riviera / Vento di mare (Ricordi)
- 1961 - Noi due / Appuntamento a Madrid (Ricordi)
- 1961 - Ninna nanna / Girotondo per i grandi (Ricordi)
- 1962 - Jane / Carnevale a Rio (Ricordi)
- 1962 - Un ricordo d'amore / Vacanze (RCA Italiana)
- 1963 - Il mio mondo / Vieni, andiamo (RCA Italia, PM 3235)
- 1964 - Ave Maria / Un uomo che ti ama (RCA)
- 1964 - Quello che c’èra un giorno / Il giorno della verità (RCA)
- 1968 - Per vivere / Storia al mare (Ariston Records)
- 1969 - Mare / Ma perché (Variety)
- 1976 - Io e il mare / Flash (Durium)
- 1976 - L'alba / Bogliasco notturno (Durium)
- 1996 - Letti (com os New Trolls) / Chiara / Miracolo miracolo (só New Trolls) (Fonopoli Stage)[1]

### EPs
- 1959 - La sua voce, il suo pianoforte e le sue canzoni (Ricordi)

Arrivederci / Odio / Nuvola per due / Amare te
- 1959 - Girotondo per i grandi (Ricordi)

Girotondo per i grandi / Basta una volta / Tu / Non so
- 1960 - Un giorno, un mese, un anno (Ricordi)
- 1960- Un giorno, un mese, un anno / Lasciatemi sognare / Appuntamento a Madrid / Il confine
- 1960 - Il nostro concerto (Ricordi)

Il nostro concerto / Chiedimi l'impossibile / Un paradiso da vendere / Se ci sei

### Músicas escritas para outros cantores
- 1964 - Claudio Villa, Little Peggy Passo su passo
- 1964 - Miranda Martino Non dimenticare questa nostra estate
- 1965 - Gianni Mascolo Di fronte all'amore
- 1966 - Alessandra Casaccia Un volo nella notte
- 1967 - Ornella Vanoni La musica è finita
- 1966 - Orietta Berti, Fabrizio Ferretti Non ti scorderò
- 1966 - Nicola di Bari Ti chiedo in nome dell'amore
- 1968 - Iva Zanicchi Per vivere
- 1969 - Bruzi Miss love you
- 1970 - Carmen Villani, Gino Paoli L'amore è come un bimbo
- 1985 - Johnny Dorelli Quante volte (sono stato per arrendermi) / La cosa si fa
- 1990 - Franco Califano Un uomo grande
- 1991 - Andrea Mora SOS navigantes
- 2003 - Armonium Davanti all'orizzonte
- 2003 - Antonella Serà Oro e blu

## Filmografia
- Peccati d'estate, direção de Giorgio Bianchi (1962)
- Urlatori alla sbarra, direção de Lucio Fulci (1960)